# Fórmula autorreferente de Tupper
La fórmula autorreferente de Tupper es una fórmula autorreferente diseñada por Jeff Tupper, la cual, representada en dos dimensiones, se reproduce ella misma visualmente. Se usa en diversos cursos de matemáticas e informática como ejercicio de representación gráfica de fórmulas. Tupper la describió como "totalmente chocante".
Tupper la presentó en su primera ponencia en SIGGRAPH, en 2001, en un trabajo que describe métodos relacionados con el programa de representación de fórmulas GrafEq que él mismo desarrolló.
La fórmula es una inecuación definida según:
{\displaystyle {1 \over 2}<\left\lfloor \mathrm {mod} \left(\left\lfloor {y \over 17}\right\rfloor 2^{-17\lfloor x\rfloor -\mathrm {mod} (\lfloor y\rfloor ,17)},2\right)\right\rfloor }
donde {\displaystyle \lfloor \cdot \rfloor } es la función piso y mod(a,b) es la operación módulo (el resto de la división {\displaystyle a/b}).

Si representamos gráficamente el conjunto de puntos (x,y) donde se satisface la inecuación anterior, en la región del plano tal que 0 < x < 106 y n < y < n+17, donde n es igual a:
```
960939379918958884971672962127852754715004339660129306651505519271702802395266424689642842174350
718121267153782770623355993237280874144307891325963941337723487857735749823926629715517173716995
165232890538221612403238855866184013235585136048828693337902491454229288667081096184496091705183
454067827731551705405381627380967602565625016981482083418783163849115590225610003652351370343874
461848378737238198224849863465033159410054974700593138339226497249461751545728366702369745461014
655997933798537483143786841806593422227898388722980000748404719
```

el gráfico resultante aparece tal que así:
Para cada conjunto de coordenadas (x,y) donde la inecuación se incumple, aparece un píxel negro en las coordenadas (x,y).
La fórmula en sí misma es simplemente un método general de decodificar el mapa de bits contenido en la constante n, y es esta constante la que contiene toda la información del mapa de bits, por lo tanto se podría representar cualquier imagen monocroma de 106 píxeles de ancho y 17 de alto.
La constante n es un mapa de bits monocromo de la fórmula tratada como número binario y multiplicada por 17. El bit menos significativo se sitúa en la esquina superior derecha; los 17 bits menos significativos forman la columna más a la derecha; los siguientes 17 la segunda columna a la derecha y así sucesivamente.
Si dividimos la constante n entre 17 y la convertimos a binario nos dará un número de 1802 dígitos (106 por 17: tantos como puntos del mapa de bits). Sus últimos dígitos serán:
```
0000000000000000000000110010000000000001010010000000000010010100000110000100010000110011100000001110
0100001111111000001000000000000000011111111111111111
```

si los separamos en grupos de 17
```
00000000000000000
00000011001000000
00000010100100000
00000010010100000
11000010001000011
00111000000011100
10000111111100000
10000000000000000
11111111111111111
```

obtendremos las últimas columnas del mapa de bits donde cada 0 representa un espacio en blanco y cada 1 un punto: